# Dmitri Muraviov
Dmitri Muraviov és un ciclista professional kazakh nascut el 2 de novembre de 1979, a Kazakhstanskaya.
Va debutar com a professional l'any 2001 amb l'equip belga Domo-Farm Frites. El 2007 va fitxar per l'equip ProTour Astana i el 2010 va passar al Radioshack on va estar 2 temporades. El 2012 va tornar al seu antic equip, el Team Astana.
El 19 de juny de 2014 va anunciar la seva retirada del ciclisme després d'onze temporades com a professional i amb 34 anys i passarà a formar part de la Federació de Ciclisme del Kazakhstan.

## Palmarès
1999
- 2n al Campionat del Kazakhstan de ciclisme en ruta

2001
- Circuit d'Hainaut

2002
- Campió del Kazakhstan en ruta
- 2n al Campionat del Kazakhstan de ciclisme en contrarellotge

2003
- Campió del Kazakhstan en contrarellotge
- Ruban Granitier Breton, més 3 etapes
- 2 etapes del Tour dels Pirineus
- 1 etapa de la Volta a Navarra

2005
- Campió del Kazakhstan en contrarellotge

2006
- 2n al Campionat del Kazakhstan de ciclisme en contrarellotge

2008
- 3r al Campionat del Kazakhstan de ciclisme en ruta

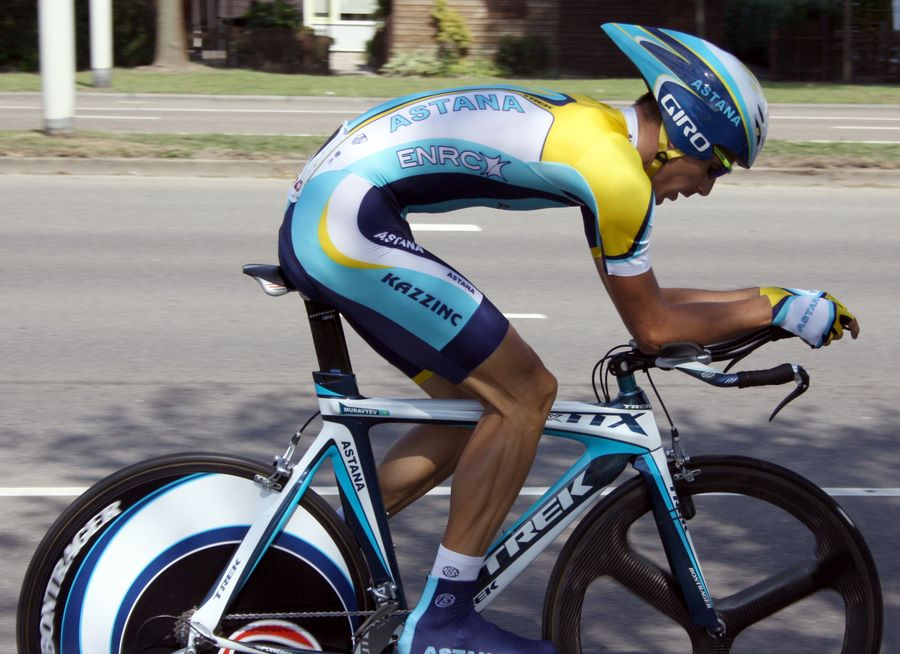
Dimitriy Muravyev.

### Resultats al Tour de França
- 2009. 148è de la classificació general
- 2010. 148è de la classificació general
- 2011. 129è de la classificació general
- 2013. 167è de la classificació general

### Resultats a la Volta a Espanya
- 2008. 131è de la classificació general

### Resultats al Giro d'Itàlia
- 2005. 92è de la classificació general
- 2007. 51è de la classificació general